# Wyspa Sverdrupa
Wyspa Sverdrupa – bezludna wyspa na Morzu Karskim, należąca do Rosji. Wyspa została nazwana na cześć Ottona Sverdrupa, norweskiego polarnika.

## Geografia
Wyspa znajduje się na Oceanie Arktycznym na Morzu Karskim. Znajduje się 120 km od Dikson, natomiast najbliższym lądem są Wyspy Instytutu Arktycznego znajdujące się 90 km na północny wschód.
Wyspa posiada dużą zatokę, otwartą w stronę zachodnią. Najwyższy punkt na wyspie sięga 33 m n.p.m., a cała wyspa ma powierzchnię 70 km².

### Klimat
Na wyspie panuje klimat polarny. Morze otaczające wyspę jest pokryte lodem. Średnia temperatura w lipcu sięga do 3,4 °C, natomiast w styczniu do –28 °C. Co roku jest ok. 20–30 dni bez mrozu. Roczna suma opadów wynosi ok. 200–300 mm na km².

## Flora i fauna
Na wyspie nie ma dużej roślinności z powodu trudnych warunków klimatycznych, porasta ją tundra. Zidentyfikowano na niej 34 taksony roślin naczyniowych, 33 gatunki mszaków i 27 gatunków porostów.
Ssaki są reprezentowane na wyspie przez lemingi syberyjskie oraz przez lisa polarnego. Na wyspie można spotkać również biegusa zmiennego i siewkowe.

## Historia
Wyspa została odkryta 18 sierpnia 1893 roku podczas jednej z ekspedycji, którą przewodniczyli Fridtjof Nansen i Otto Sverdrup. Na cześć drugiego odkrywcy nazwano wyspę. W sierpniu 1933 po raz pierwszy na wyspę dotarły sowieckie lodołamacze Sibiriakow i Russanow.

## Administracja
Wyspa leży w Kraju Krasnojarskim w Federacji Rosyjskiej. Jest częścią Wielkiego Rezerwatu Arktycznego, największego w Rosji i jednego z największych na świecie.